# بنجامين إف. وارد
بنجامين إف. وارد (بالإنجليزية: Benjamin F. Ward)‏ هو فيلسوف وعازف بيانو أمريكي، ولد في 2 أغسطس 1954 في بالتيمور في الولايات المتحدة، وتوفي في 14 ديسمبر 2013 في درم في الولايات المتحدة.